# SFK 2000 Sarajevo

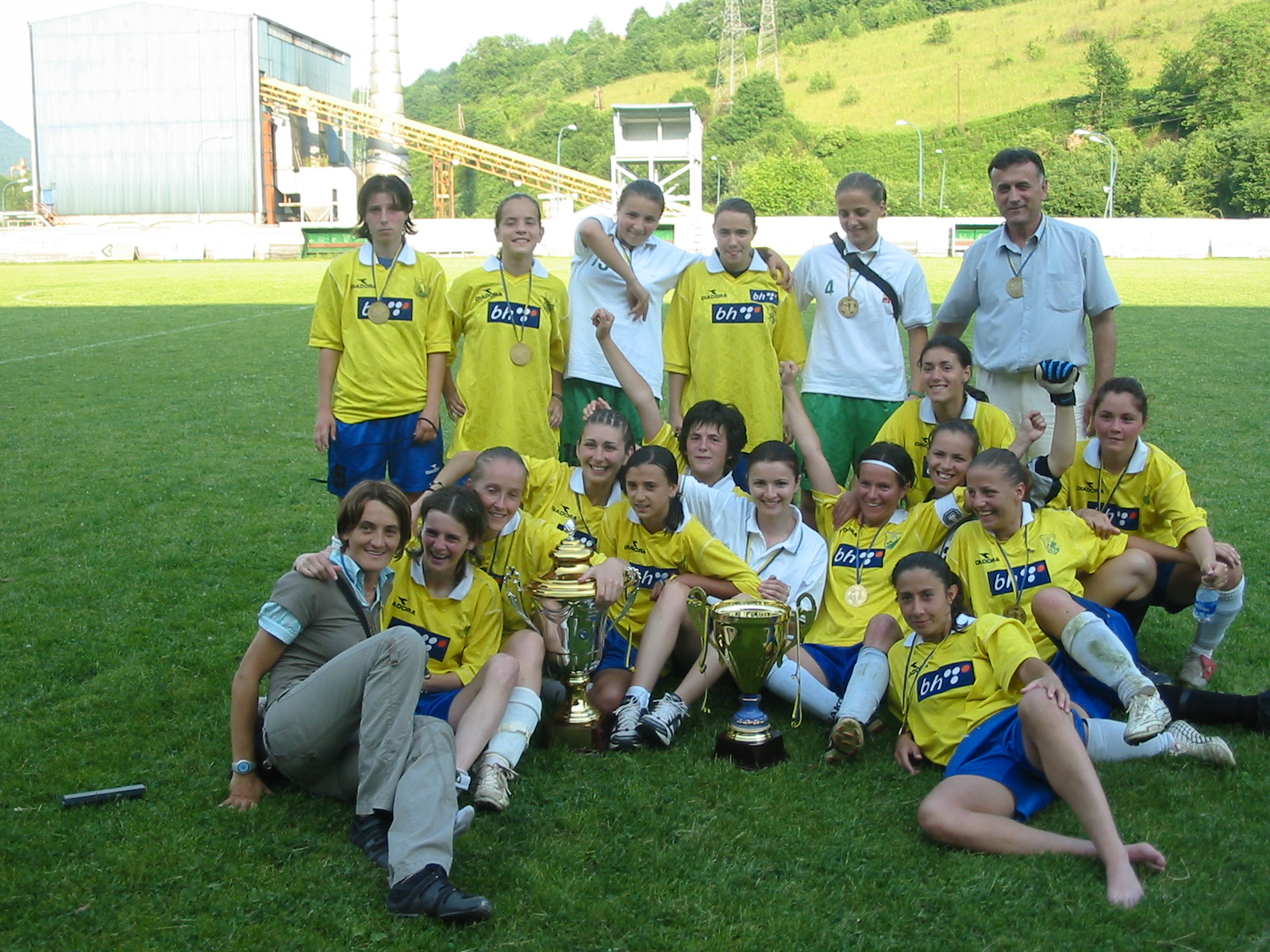
SFK 2000 Sarajevo

Der SFK 2000 Sarajevo ist ein Frauenfußballverein aus Sarajevo in Bosnien-Herzegowina. Mit 21 Meisterschaften und 19 Pokalsiegen ist sie die erfolgreichste Mannschaft des Landes.

## Geschichte

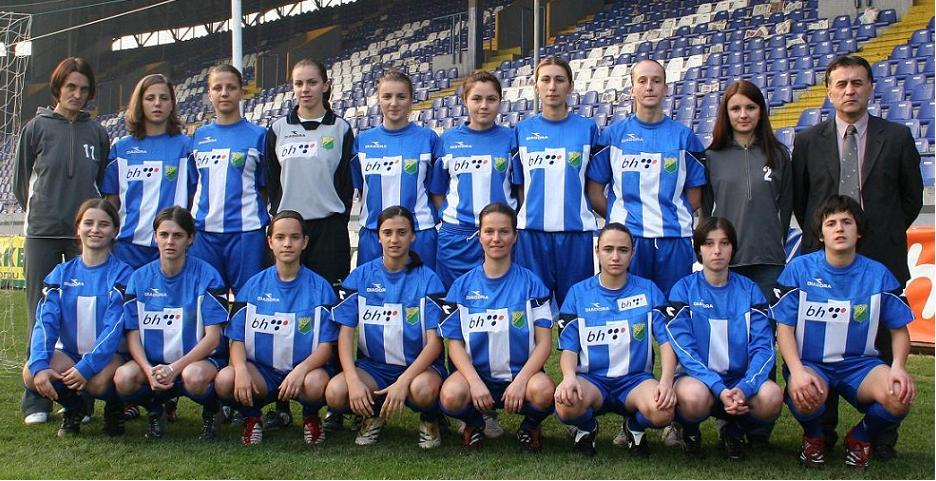
SFK 2000 Sarajevo

SFK 2000 wurde im Jahr 2001 gegründet. Der Name wurde vom Männerfußballverein SFK 2000 übernommen. Seit dem ersten Meistertitel 2003 konnte man bisher 21 Titel in Folge feiern. Außerdem gewann man seit 2006 jede Saison den nationalen Pokal. In der UEFA Women’s Champions League konnte man 2009/10, 2012/13, 2016/17 und 2018/19 jeweils das Sechzehntelfinale erreichen.

## Stadion
Der Verein trägt seine Heimspiele auf dem 1.000 Zuschauer fassenden Trening Centar FK Sarajevo in Ilidža aus.

## Erfolge
- Bosnischer Meister (22×): 2003, 2004, 2005, 2006, 2007, 2008, 2009, 2010, 2011, 2012, 2013, 2014, 2015, 2016, 2017, 2018, 2019, 2020, 2021, 2022, 2023, 2024
- Bosnischer Pokalsieger (19×): 2004, 2006, 2007, 2008, 2009, 2010, 2011, 2012, 2013, 2014, 2015, 2016, 2017, 2018, 2019, 2021, 2022, 2023
- Bosnischer Superpokalsieger (3×): 1998, 200, 2001

## Bekannte Spielerinnen
zugleich bosnische Nationalspielerinnen
| - Amela Fetahović - Andrea Gavrić - Aida Hadzic - Azra Hamzić | - Almina Hodzic - Amela Kršo - Merima Pasalic - Andjela Šešlija | - Miljana Smiljković - Alisa Spahic - Amira Spahic - Ivana Vlaic |